# Juan Pratto
Juan Fernando Pratto (Buenos Aires, 6 giugno 1903 – Buenos Aires, 9 luglio 1939) è stato un calciatore argentino, di ruolo difensore.

## Biografia

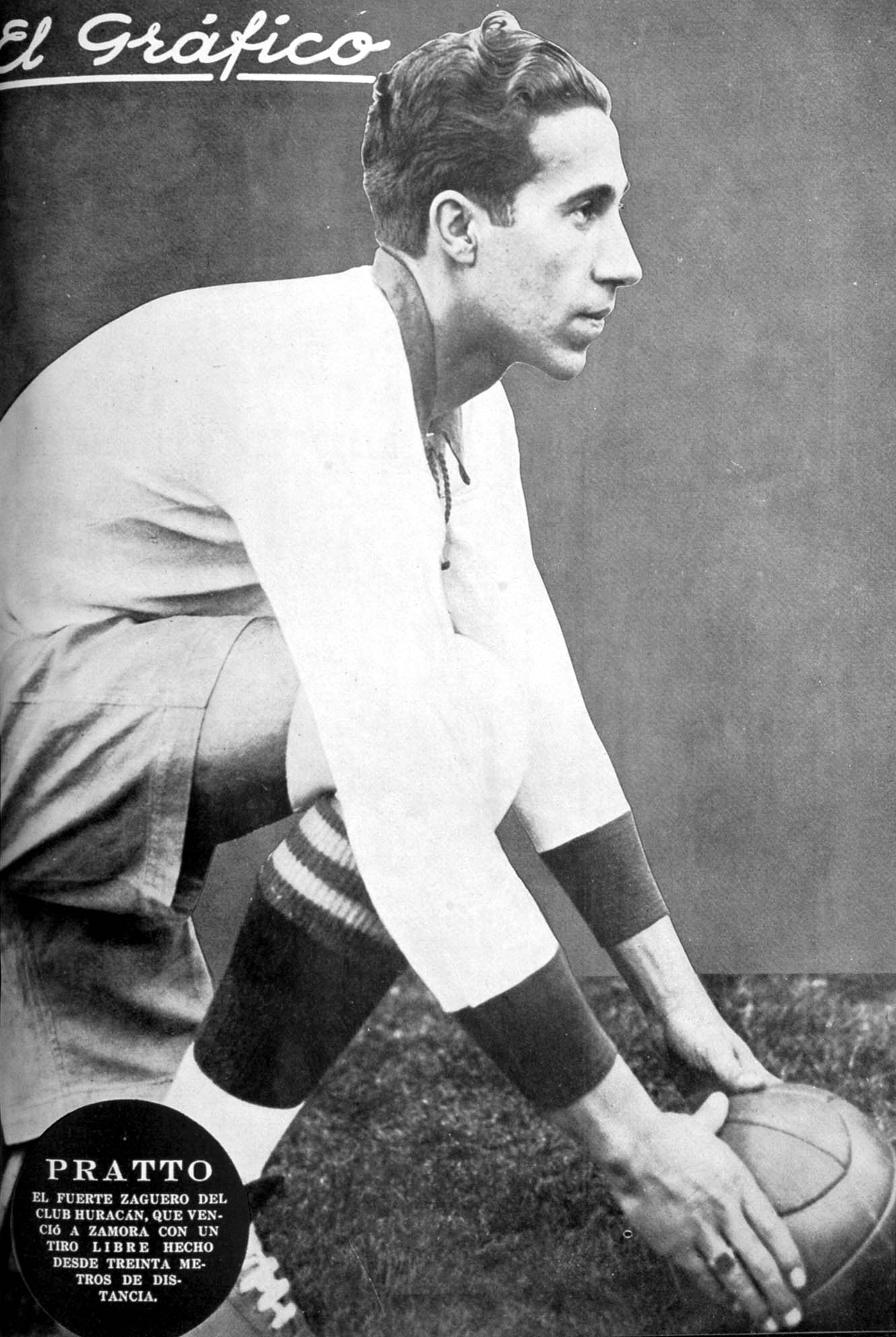
Juan Pratto in 1926.

Iniziò nel Chacabuco, squadra argentina di categorie inferiori, e passò nel 1920 all'Huracan dove giocò 191 partite in campionato segnando 5 gol e 3 partite con 1 gol in Copa Argentina, inoltre totalizzò 5 presenze con un gol in Copa Competencia, 2 presenze in Copa de Honor e 5 in Copa Estimulo, per un totale di 207 partite e 7 gol nella sua carriera in Argentina dove ha vinto 4 campionati nel 1921, 1922, 1925 e 1928, più una Coppa nel 1925. 
Emigrò assieme a Stábile per andare a giocare nel Genoa dove divenne un giocatore professionista.
Il terzino ex Huracán, soprannominato El Negro, o El Moro, venne acquistato il 14 novembre e arrivò a Genova con un ingaggio della ragguardevole (per l'epoca) cifra di 4 000 lire mensili.
Juan Pratto esordisce nel Genoa nel 1930 nella partita amichevole di Natale a Marassi contro il Ferencvaros, vinta dai rossoblu per 3-1 sui biancoverdi, con due reti di Levratto e una di Stabile. 
Pratto dimostrò subito grandi doti tecniche, rivelandosi un elemento adatto a puntellare la difesa; fa il suo esordio in campionato l'11 gennaio 1931 a Marassi contro la Roma, gioca per 6 anni a Genova segnando 1 gol nel campionato 1932-33.
Ritornato in patria muore il 9 luglio 1939 dopo essersi sentito male durante una partita tra ex-calciatori.

## Palmarès

### Club

#### Competizioni nazionali
- Copa Campeonato: 3

Huracán: 1921, 1922, 1925
- Copa Argentina: 1

Huracán: 1925
- Primera División (AAAF): 1

Huracán: 1928
- Serie B: 1

Genova 1893: 1934-1935